# José Luis Cruz
José Luis Cruz   (San Juancito, 12 de juny de 1949 - San Pedro Sula, 27 de gener de 2021) fou un futbolista hondureny de la dècada de 1970.
Fou internacional amb la selecció d'Hondures.
Pel que fa a clubs, destacà a F.C. Motagua, Real C.D. España, Atlético Morazán, i Universidad.